# نورثوود هيلز (محطة مترو أنفاق لندن)
نورثوود هيلز (بالإنجليزية: Northwood Hills)‏ هي إحدى محطات مترو أنفاق لندن. تقع على خط ميتروبوليتان أفتتحت في المنطقة (Zone) رقم 6 أفتتحت في 13 نوفمبر 1933.

## معرض صور

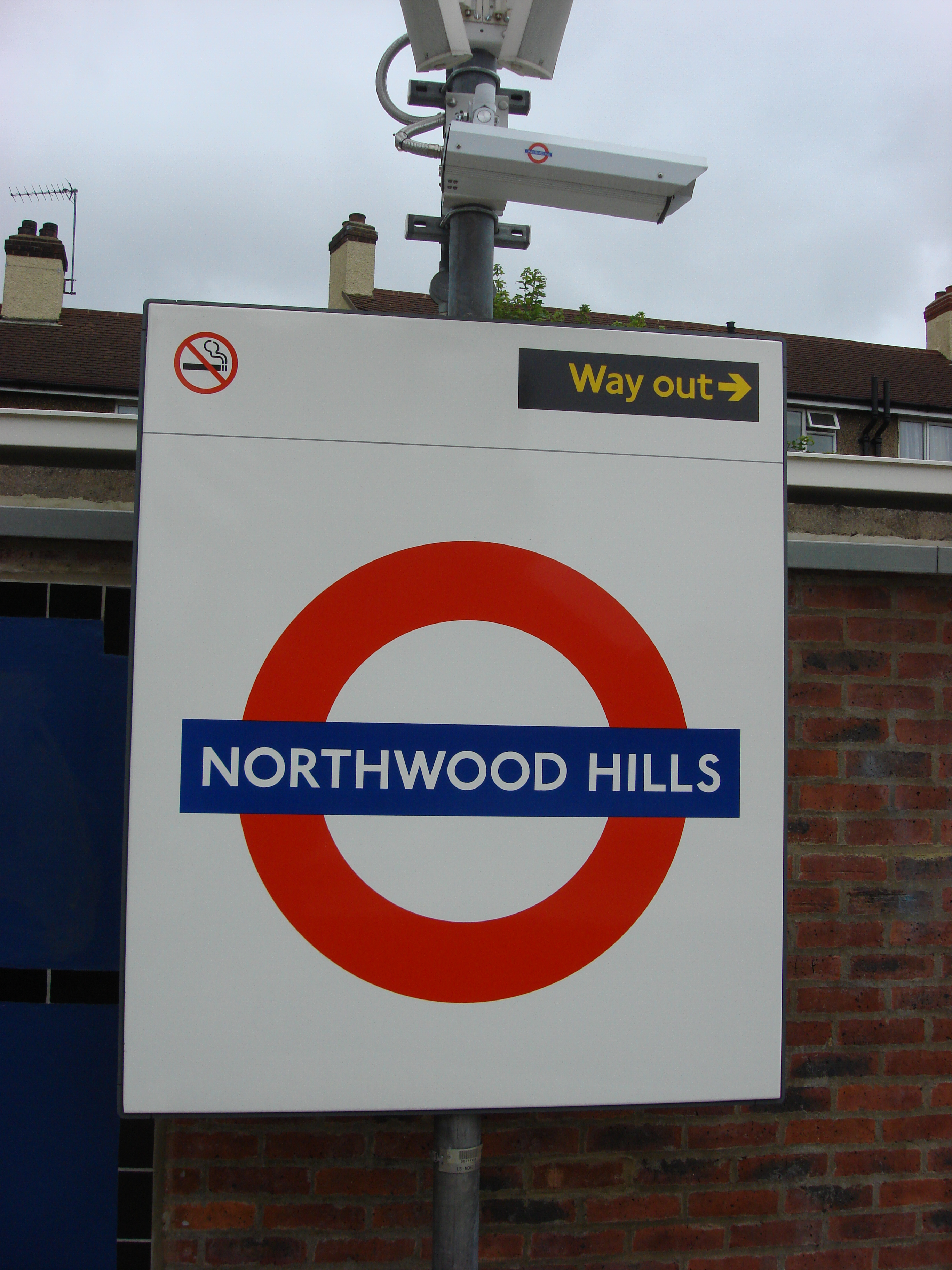
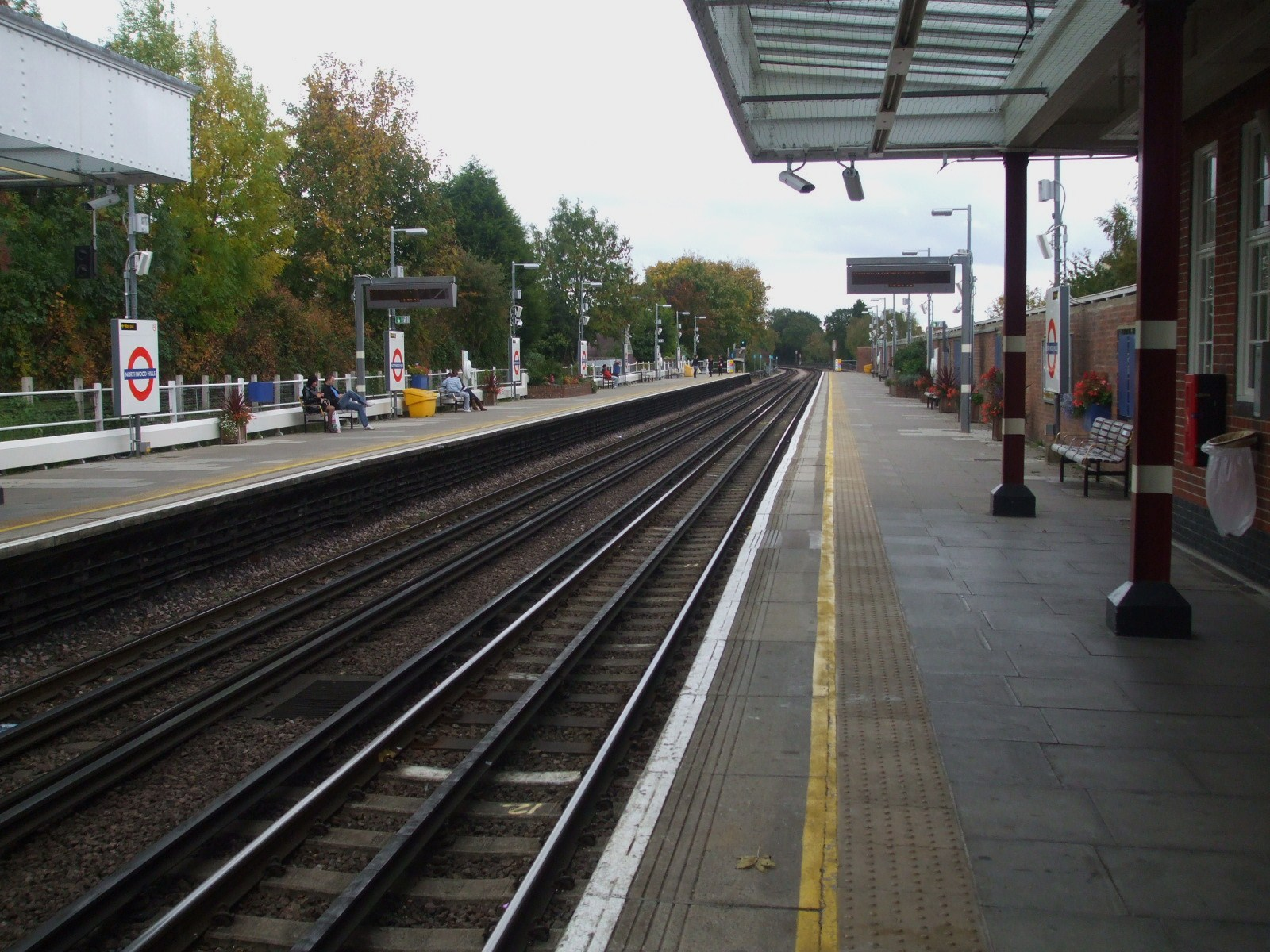
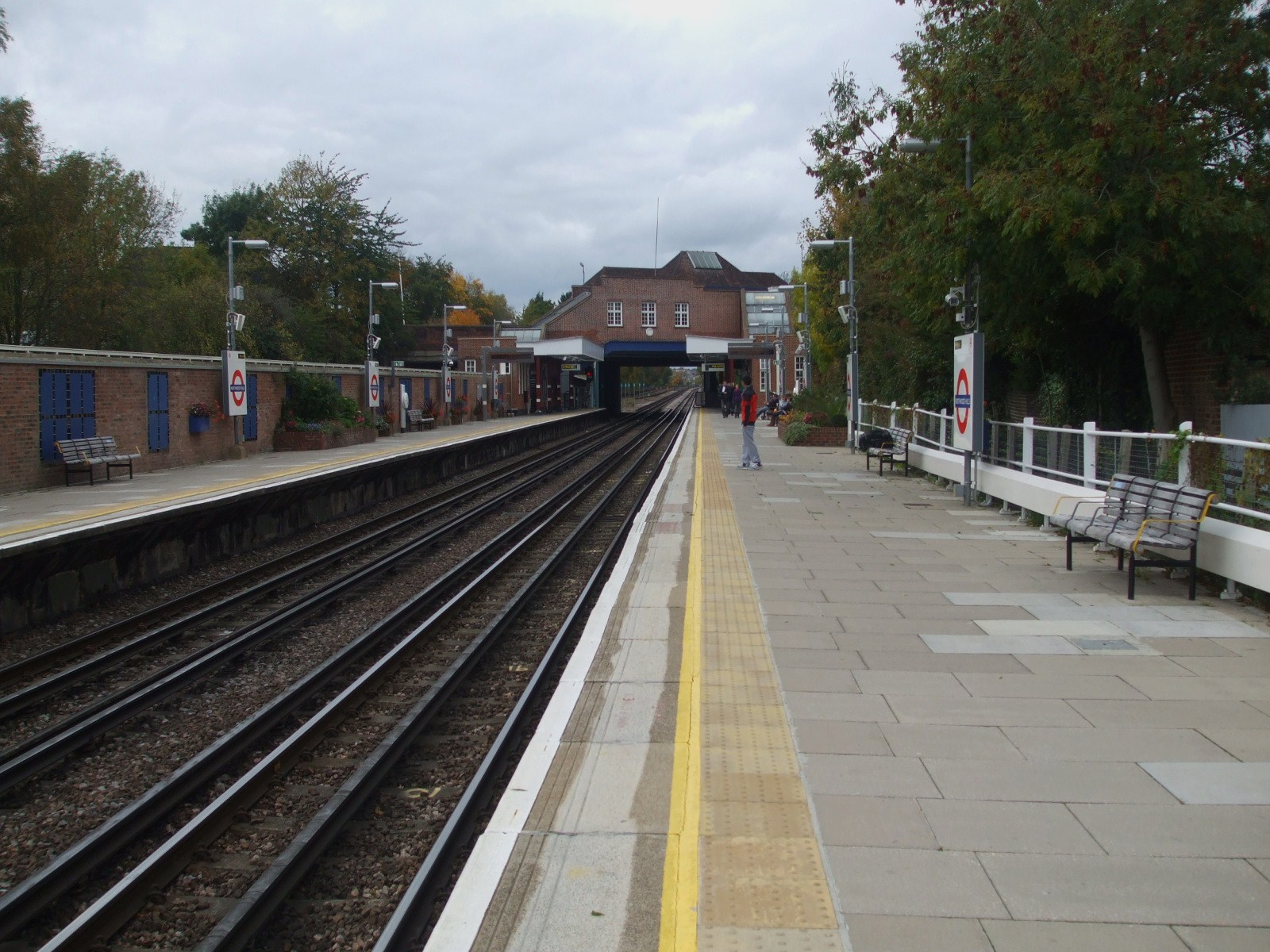